# Fussballclub Aarau 1902 2011-2012
Questa voce raccoglie le informazioni riguardanti il Fussballclub Aarau 1902 nelle competizioni ufficiali della stagione 2011-2012.

## Stagione
Nella stagione 2011-2012 l'Aarau, allenato da René Weiler, concluse il campionato di Challenge League al 2º posto e perse il doppio spareggio promozione-retrocessione con ilSion. In Coppa Svizzera l'Aarau fu eliminato al secondo turno dal Zurigo.

## Rosa
| N. |                                 | Ruolo | Calciatore        |
| -- | ------------------------------- | ----- | ----------------- |
| 1  | Svizzera (bandiera)             | P     | Joël Mall         |
| 3  | Svizzera (bandiera)             | D     | Michael Ludäscher |
| 4  | Svizzera (bandiera)             | D     | Silvan Widmer     |
| 5  | Bosnia ed Erzegovina (bandiera) | C     | Dejan Jakovljević |
| 6  | Svizzera (bandiera)             | C     | Sandro Burki      |
| 7  | Albania (bandiera)              | A     | Shkëlzen Gashi    |
| 9  | Senegal (bandiera)              | A     | Moustapha Dabo    |
| 10 | Svizzera (bandiera)             | C     | Alain Schultz     |
| 11 | Svizzera (bandiera)             | C     | David Marazzi     |
| 15 | Svizzera (bandiera)             | D     | Daniel Fanger     |
| 16 | Svizzera (bandiera)             | D     | Olivier Jäckle    |

| N. |                               | Ruolo | Calciatore       |
| -- | ----------------------------- | ----- | ---------------- |
| 17 | Macedonia del Nord (bandiera) | A     | Aco Stojkov      |
| 19 | Argentina (bandiera)          | D     | Juan Pablo Garat |
| 20 | Svizzera (bandiera)           | C     | Marco Aratore    |
| 21 | Svizzera (bandiera)           | C     | Pascal Schürpf   |
| 22 | Rep. del Congo (bandiera)     | D     | Igor Nganga      |
| 23 | Moldavia (bandiera)           | C     | Artur Ioniță     |
| 24 | Svizzera (bandiera)           | D     | André Caetano    |
| 25 | Italia (bandiera)             | D     | Davide Giampà    |
| 27 | Svizzera (bandiera)           | C     | Remo Staubli     |
| 29 | Svizzera (bandiera)           | A     | Nico Siegrist    |
| 32 | Svizzera (bandiera)           | P     | Reto Bolli       |

## Organigramma societario
Area tecnica
- Allenatore: René Weiler
- Allenatore in seconda: Thomas Binggeli, Manuel Klökler
- Preparatore dei portieri: Patrick Abatangelo
- Preparatori atletici:

## Calciomercato

### Sessione estiva
| Acquisti | Acquisti       | Acquisti  | Acquisti |
| R.       | Nome           | da        | Modalità |
| -------- | -------------- | --------- | -------- |
| A        | Moustapha Dabo | Yverdon   |          |
| D        | Igor Nganga    | Sciaffusa |          |
| C        | Yves Scherrer  | Aarau II  |          |
| C        | Alain Schultz  | Wohlen    |          |
| C        | Remo Staubli   | Lugano    |          |
| D        | Silvan Widmer  | Aarau II  |          |

| Cessioni | Cessioni         | Cessioni   | Cessioni |
| R.       | Nome             | a          | Modalità |
| -------- | ---------------- | ---------- | -------- |
| P        | Sascha Studer    | Winterthur |          |
| P        | Philipp Bachmann | Schötz     |          |
| C        | Tobias Müller    | Muri       |          |

### Sessione invernale
| Acquisti | Acquisti       | Acquisti | Acquisti |
| R.       | Nome           | da       | Modalità |
| -------- | -------------- | -------- | -------- |
| A        | Nico Siegrist  | Lucerna  |          |
| D        | Daniel Fanger  | Lucerna  |          |
| D        | Olivier Jäckle | Zofingen |          |
| C        | Pascal Schürpf | Basilea  |          |

| Cessioni | Cessioni      | Cessioni | Cessioni |
| R.       | Nome          | a        | Modalità |
| -------- | ------------- | -------- | -------- |
| C        | Yves Scherrer | Baden    |          |
| D        | Loris Benito  | Zurigo   |          |

## Risultati

### Challenge League

#### andata
| Arbitro: | Erlachner |

|             |           |                       |
| Katanha 56’ | Marcatori | 34’ Schultz 43’ Gashi |

| Arbitro: | Graf |

|                       |           |             |
| Gashi 45’ Stojkov 86’ | Marcatori | 1’ Besseyre |

| Arbitro: | Erlachner |

|                                     |           |          |
| Senger 14’ Possanzini 38’ Silva 88’ | Marcatori | 22’ Dabo |

| Arbitro: | Kever |

|                             |           |           |
| Schultz 17’ (rig.) Dabo 20’ | Marcatori | 66’ Baron |

| Arbitro: | Gremaud |

|            |           |                         |
| Nganga 90’ | Marcatori | 32’ Magnetti 70’ Gaspar |

| Arbitro: | Bieri |

|                        |           |                          |
| Germann 48’ Sirufo 90’ | Marcatori | 8’ (rig.) Gashi 45’ Dabo |

| Arbitro: | Pache |

|                  |           |  |
| Staubli 19’, 52’ | Marcatori |  |

| Arbitro: | Winter |

|  |           |                       |
|  | Marcatori | 57’ Gashi 62’ Staubli |

| Arbitro: | Laperrière |

|                              |           |                |
| Schär 15’, 80’ Čavušević 74’ | Marcatori | 63’, 67’ Gashi |

| Arbitro: | Gut |

|             |           |  |
| Stojkov 49’ | Marcatori |  |

| Arbitro: | Pache |

|  |           |           |
|  | Marcatori | 19’ Gashi |

| Arbitro: | Hänni |

|             |           |                                 |
| Caetano 73’ | Marcatori | 17’ (rig.) Egli 49’, 82’ Mathys |

| Arbitro: | Jaccottet |

|                        |           |                                   |
| Schultz 34’ Widmer 54’ | Marcatori | 57’ (rig.) Scarione 90’ Regazzoni |

| Arbitro: | Erlachner |

|            |           |            |
| Sadiku 82’ | Marcatori | 40’ Benito |

| Arbitro: | Huwiler |

|                                 |           |          |
| Schultz 16’ Benito 52’ Dabo 63’ | Marcatori | 9’ Tadić |

#### ritorno
| Arbitro: | Gut |

|                                    |           |                          |
| Baron 12’ Hasler 72’ Burgmeier 89’ | Marcatori | 15’ Siegrist 79’ Stojkov |

| Arbitro: | Gremaud |

|                    |           |  |
| Witschi 80’ (aut.) | Marcatori |  |

| Arbitro: | San |

|              |           |                            |
| Winsauer 13’ | Marcatori | 5’, 89’ Gashi 74’ Siegrist |

| Arbitro: | Winter |

|                   |           |                              |
| Besseyre 36’, 63’ | Marcatori | 55’ Schultz 60’ (rig.) Gashi |

| Arbitro: | Schärer |

|                                            |           |               |
| Staubli 4’ Gashi 19’, 58’ (rig.) Garat 24’ | Marcatori | 79’ Caballero |

| Arbitro: | Kever |

|                       |           |                |
| Gashi 13’, 90’ (rig.) | Marcatori | 62’ Kuzmanovic |

| Chiasso 30 marzo 2012, ore 19:45 CEST 22ª giornata | Chiasso | 0 – 0 referto | Aarau | Stadio comunale Riva IV (1 800 spett.)\| Arbitro: \| Studer \| |
| Arbitro:                                           | Studer  |               |       |                                                                |

| Arbitro: | Pache |

|                      |           |                               |
| Ioniță 50’ Garat 71’ | Marcatori | 65’, 88’ Yakın 86’ Ciarrocchi |

| Arbitro: | Erlachner |

|  |           |                         |
|  | Marcatori | 17’ Schultz 89’ Staubli |

| Arbitro: | Klossner |

|  |           |                                  |
|  | Marcatori | 16’ Marazzi 36’ Widmer 90’ Gashi |

| Arbitro: | Winter |

|             |           |                                 |
| Staubli 60’ | Marcatori | 64’ (rig.) Jahović 78’ Ngamukol |

| Arbitro: | Gut |

|  |           |                                  |
|  | Marcatori | 25’ Gashi 34’ Staubli 41’ Ioniță |

| Arbitro: | Kever |

|                                                    |           |  |
| Widmer 12’ Schultz 32’, 57’ Ioniță 37’ Staubli 89’ | Marcatori |  |

| Arbitro: | Jaccottet |

|           |           |                                |
| Jagne 23’ | Marcatori | 68’ (aut.) Vailati 90’ Staubli |

| Arbitro: | Hänni |

|                                                                                  |           |  |
| Schultz 25’ Ioniță 31’ Staubli 36’, 40’ Stojkov 59’ Gashi 66’ (rig.) Marazzi 75’ | Marcatori |  |

### Spareggio promozione/retrocessione
| Arbitro: | Studer |

|                             |           |  |
| Mrđa 58’, 81’ Margairaz 67’ | Marcatori |  |

| Arbitro: | Graf |

|           |           |  |
| Gashi 54’ | Marcatori |  |

### Coppa Svizzera
| 17 settembre 2011, ore 18:00 CEST Primo turno | FC Amicitia Riehen | 0 – 8 | Aarau |  |

| 15 ottobre 2011, ore 17:30 CEST Secondo turno | Aarau | 1 – 3 | Zurigo |  |

## Statistiche

### Statistiche di squadra
| Competizione                       | Punti | In casa | In casa | In casa | In casa | In casa | In casa | In trasferta | In trasferta | In trasferta | In trasferta | In trasferta | In trasferta | Totale | Totale | Totale | Totale | Totale | Totale | DR  |
| Competizione                       | Punti | G       | V       | N       | P       | Gf      | Gs      | G            | V            | N            | P            | Gf           | Gs           | G      | V      | N      | P      | Gf     | Gs     | DR  |
| ---------------------------------- | ----- | ------- | ------- | ------- | ------- | ------- | ------- | ------------ | ------------ | ------------ | ------------ | ------------ | ------------ | ------ | ------ | ------ | ------ | ------ | ------ | --- |
| Challenge League                   | 59    | 15      | 10      | 1       | 4       | 36      | 17      | 15           | 8            | 4            | 3            | 28           | 17           | 30     | 18     | 5      | 7      | 64     | 34     | +30 |
| Coppa Svizzera                     | -     | 1       | 0       | 0       | 1       | 1       | 3       | 1            | 1            | 0            | 0            | 8            | 0            | 2      | 1      | 0      | 1      | 9      | 3      | +6  |
| Spareggio promozione/retrocessione | -     | 1       | 1       | 0       | 0       | 1       | 0       | 1            | 0            | 0            | 1            | 0            | 3            | 2      | 1      | 0      | 1      | 1      | 3      | -2  |
| Totale                             | 59    | 17      | 11      | 1       | 5       | 38      | 20      | 17           | 9            | 4            | 4            | 36           | 20           | 34     | 20     | 5      | 9      | 74     | 40     | +34 |

### Andamento in campionato
| Giornata  | 1 | 2 | 3 | 4 | 5 | 6 | 7 | 8 | 9 | 10 | 11 | 12 | 13 | 14 | 15 | 16 | 17 | 18 | 19 | 20 | 21 | 22 | 23 | 24 | 25 | 26 | 27 | 28 | 29 | 30 |
| --------- | - | - | - | - | - | - | - | - | - | -- | -- | -- | -- | -- | -- | -- | -- | -- | -- | -- | -- | -- | -- | -- | -- | -- | -- | -- | -- | -- |
| Luogo     | T | C | T | C | C | T | C | T | T | C  | T  | C  | C  | T  | C  | T  | C  | T  | T  | C  | C  | T  | C  | T  | T  | C  | T  | C  | T  | C  |
| Risultato | V | V | P | V | P | N | V | V | P | V  | V  | P  | N  | N  | V  | P  | V  | V  | N  | V  | V  | N  | P  | V  | V  | P  | V  | V  | V  | V  |
| Posizione | 5 | 2 | 5 | 2 | 6 | 7 | 5 | 3 | 5 | 5  | 4  | 5  | 5  | 4  | 3  | 4  | 4  | 3  | 4  | 2  | 2  | 3  | 3  | 3  | 2  | 4  | 3  | 2  | 2  | 2  |

Legenda:

Luogo: C = Casa; T = Trasferta. Risultato: V = Vittoria; N = Pareggio; P = Sconfitta.

### Statistiche dei giocatori
| M. Aratore     | 22 | 0  | 2  | 0 |
| L. Benito      | 13 | 2  | 2  | 2 |
| R. Bolli       | 1  | 0  | 0  | 0 |
| S. Burki       | 29 | 0  | 7  | 0 |
| A. Caetano     | 17 | 1  | 1  | 1 |
| M. Dabo        | 14 | 4  | 6  | 0 |
| D. Fanger      | 10 | 0  | 2  | 0 |
| J. Garat       | 27 | 2  | 5  | 0 |
| S. Gashi       | 26 | 17 | 9  | 1 |
| D. Giampà      | 2  | 0  | 0  | 0 |
| A. Ioniță      | 27 | 4  | 2  | 0 |
| D. Jakovljević | 1  | 0  | 0  | 0 |
| O. Jäckle      | 5  | 0  | 0  | 0 |
| M. Ludäscher   | 8  | 0  | 2  | 0 |
| J. Mall        | 26 | 0  | 1  | 0 |
| D. Marazzi     | 29 | 2  | 0  | 0 |
| I. Nganga      | 25 | 1  | 5  | 1 |
| Y. Scherrer    | 3  | 0  | 0  | 0 |
| A. Schultz     | 27 | 9  | 10 | 0 |
| P. Schürpf     | 10 | 0  | 1  | 0 |
| N. Siegrist    | 14 | 2  | 0  | 0 |
| R. Staubli     | 29 | 11 | 2  | 0 |
| A. Stojkov     | 21 | 4  | 1  | 0 |
| S. Studer      | 3  | 0  | 0  | 0 |
| S. Widmer      | 29 | 3  | 4  | 0 |